# Altbayern
Altbayern (bavorsky Oidbayern, také psáno Altbaiern), neboli Staré Bavorsko, představuje jazykové a kulturní území v německé spolkové zemi Bavorsko, na kterém se mluví bavorským dialektem. Na zbylém území Bavorska se mluví (východo)franckými nebo alemanskými dialekty. Staré Bavorsko tvoří bavorské vládní obvody Horní Bavorsko, Dolní Bavorsko a Horní Falc a drobné části obvodů Švábsko (okres Aichach-Friedberg) a Horní Franky (okolí města Wunsiedel). Za území Starého Bavorska se často také považuje tzv. Innská čtvrť (část rakouské spolkové země Horní Rakousy).